# Gideon Danell
Gideon Danell, född 21 augusti 1873 i Norrköping, död 14 maj 1957 i Borghamn, var en svensk skolman och språkforskare. 
Danell avlade filosofie kandidatexamen 1895 och filosofie licentiatexamen 1904 samt promoverades till filosofie doktor i Uppsala 1906 med avhandlingen Nuckömålet. Efter disputationen anställdes han på en docentur i dialektologi vid Lunds universitet och ingick även i redaktionen för Svenska Akademiens ordbok. Ett par år senare tillträdde han en befattning som docent i nordiska språk vid Göteborgs högskola, en tjänst han hade i fem år. Under sin tid i Lund gick han en provårskurs för att bli lärare och under tiden i Göteborg tjänstgjorde han vid latinläroverket. År 1913 blev han rektor vid Folkskoleseminariet i Stockholm och från 1915 rektor vid Folkskoleseminariet i Uppsala. 
Bland Danells arbeten märks Svensk ljudlära (1911, 3:e upplagan 1926), Svensk språklära (1927) samt en mängd tidskriftsuppsatser.

## Privatliv
Gideon Danell var son till kyrkoherden Isak Danell och hans hustru Amanda Petersson, bror till biskop Hjalmar Danell och kyrkoherde Valdemar Danell samt morbror till förlagsmannen Birger Beckman. Han gifte sig 1904 med Anna Danell. Dottern, barnpsykiatrikern Brita Mannerheim, har skrivit boken Med Lydia, eller livslång trohet mellan tre (1989) skildrat sin uppväxt i ett hem, där även en nära relation mellan Lydia Wahlström och mamman spelade en viktig roll.